# Frontière entre le Burkina Faso et la Côte d'Ivoire
La frontière terrestre entre le Burkina Faso et la Côte d'Ivoire est une frontière terrestre internationale continue longue de 584 kilomètres, qui sépare le territoire du Burkina Faso et celui de la Côte d'Ivoire, en Afrique de l'Ouest. Elle va du tripoint avec le Mali à l'ouest jusqu'au tripoint avec le Ghana à l'est.
En 2002, cette frontière a été fermée à cause de la guerre civile ivoirienne ; elle a ouvert de nouveau fin 2004. Le degré d'ouverture de la frontière entre le Burkina Faso et la Côte d'Ivoire a un grand retentissement sur l'économie du Burkina Faso, en raison de l'importance qu'a pour la population de ce pays l'immigration de travail en Côte d'Ivoire.